# Lanterne (affluent de la Saône)
Pour les articles homonymes, voir Lanterne (rivière).
La Lanterne est une rivière de l'Est de la France, important affluent de la rive gauche de la Saône, et donc sous-affluent du Rhône.

## Hydronymie
La Lanterne devrait son nom à une erreur d'écriture. Jusqu'au XIXe siècle on la nommait Lantenne, ce qui signifie « lente » en latin et la transformation du deuxième n en r ne serait due qu'à une faute de copie.

## Géographie
De 64,3 km de longueur, la rivière naît dans le parc naturel régional des Ballons des Vosges, sur le territoire de la localité de La Lanterne-et-les-Armonts dans le département de la Haute-Saône. 
Elle prend sa source au bord de la rive nord des étangs de la Grande Chaussée, à l'est du lieu-dit les Faignots. Près de 1 000 plans d'eau sont recensés à proximité de son cours supérieur, sur le plateau des Mille Étangs, dans le massif vosgien.
Elle a un parcours est-ouest, puis sud-est nord-ouest, puis sud-nord, et enfin nord-est sud-ouest. Elle reçoit des affluents abondants venus du nord, (des Vosges). Elle passe au sud de Luxeuil-les-Bains et de Saint-Loup-sur-Semouse. 
Elle conflue avec la Saône au niveau de Conflandey, juste après la station hydrologique de Fleurey-lès-Faverney. Son confluent est situé quelques kilomètres en amont de Port-sur-Saône.
Son cours comporte de nombreuses dérivations, autrefois utilisées pour l'irrigation, l'eau potable, les moulins...
Un gué permettait de la traverser à Faverney, puis un bac, et enfin un pont, à la suite d'un chavirage tragique le 30 mai 1746, avec des noyés.
L'abbaye de Cherlieu possédait des pêcheries à Conflans.
Il ne faut pas la confondre avec la Lanterne autre rivière franc-comtoise qui porte le même nom. Celle-ci coule sur 12 km dans le département du Doubs, de Pouilley-les-Vignes à Moncley où elle se jette dans l'Ognon.

### Communes traversées

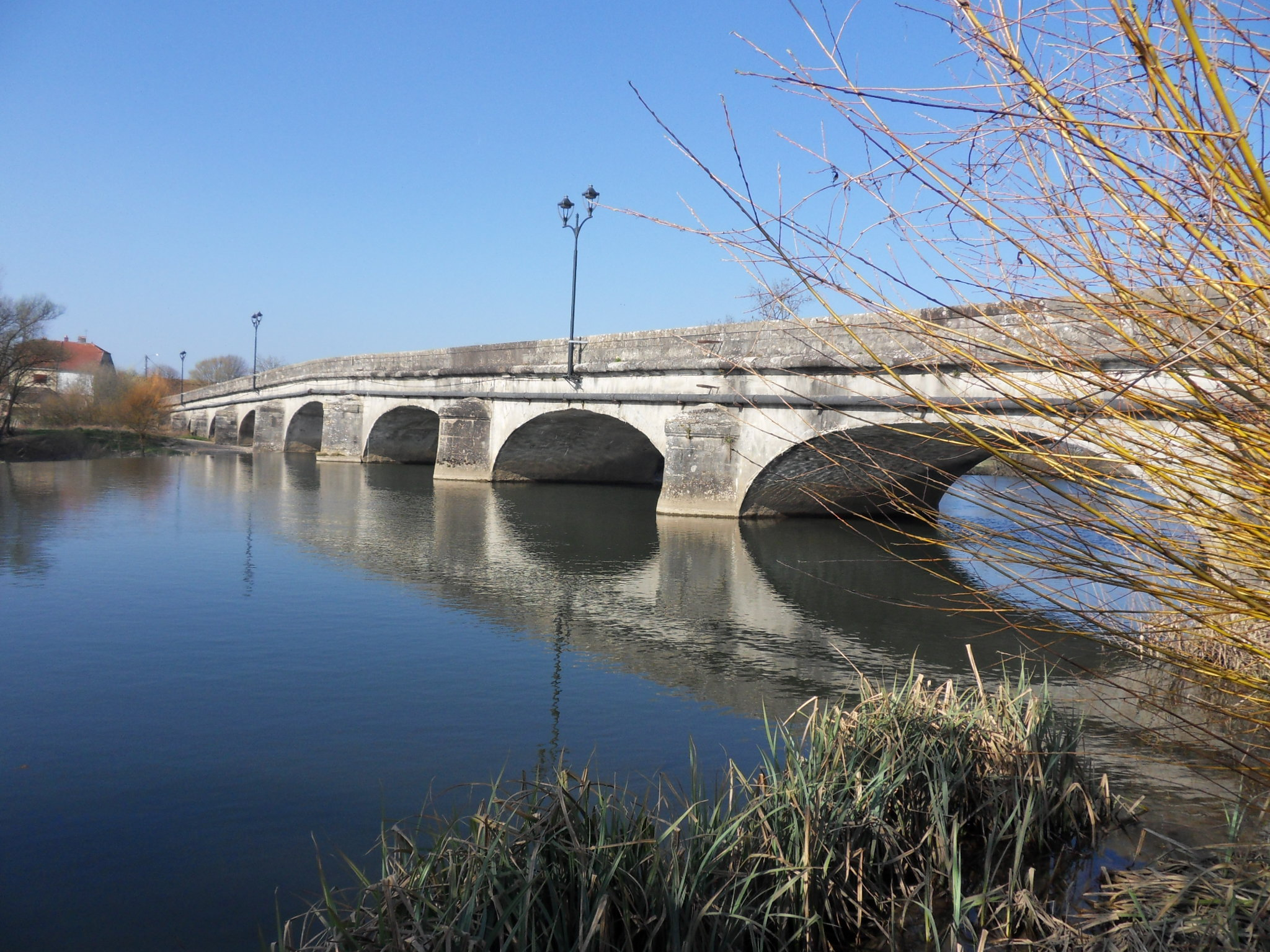
La Lanterne au pont des Bénédictins à Faverney.

Dans le seul département de la Haute-Saône, la Lanterne traverse vingt-six communes dont, dans le sens amont vers aval : La Lanterne-et-les-Armonts, où elle prend sa source à 430 m d'altitude, Belmont, Lantenot, Linexert, Franchevelle, Quers, Citers, Ailloncourt, La Chapelle-lès-Luxeuil, Baudoncourt, Éhuns, Sainte-Marie-en-Chaux, Ormoiche, Francalmont, Briaucourt, Conflans-sur-Lanterne, Bassigney, Bourguignon-lès-Conflans, Mersuay, Faverney, Fleurey-lès-Faverney, Amoncourt, Conflandey où elle rejoint la Saône à 216 m d'altitude.

### Bassin versant
La Lanterne traverse les six zones hydrographiques U040, U041, U042, U046, U047, U048 pour une superficie totale de 1 044 km2. Ce bassin versant est constitué à 50,91 % de « forêts et milieux-semi-naturels », à 44,26 % de « territoires agricoles », à 4,16 % de « territoires artificialisés », à 0,69 % de « surfaces en eau », à 0,02 % de « zones humides ».

## Affluents
La Lanterne a dix-neuf affluents référencés dont :
- ruisseau du Lambier (rd) 5,5 km
- ruisseau du Vay de Brest (rd) 8,5 km
- ruisseau du Bas (rg) 3 km
- le Breuchin (rd) 44,2 km. Ses affluents sont :
  - ruisseau de Tampa 2,4 km
  - ruisseau de Croslière 6 km
  - le Raddon 9,8 km
  - le Beuletin 15 km
  - le Morbief 6,7 km
- la Rôge (rd) qui s'étend sur 21 km
- la Semouse (rd) longue de 41 km, avec une source à Gérardfaing, elle-même rejointe par :
  - l'Augronne, de 25 km, naît à Olichamp
  - la Combeauté, s'étire sur 38 km, prend sa source à Hérival
  - ruisseau du Hallot 3,3 km
  - ruisseau du Chânet 6 km
  - ruisseau des Caleuches 8 km
- le Planey, de 7 km, naît à Anjeux, c'est une résurgence des pertes de la Semouse au niveau de Saint-Loup-sur-Semouse, alimenté également par :
  - le Dorgeon 9 km
  - ruisseau du Chânois 5 km
  - ruisseau des Auvets 3,8 km
- ruisseau de Meurecourt (rg) 7 km
- ruisseau de Courcelles (rg) 4,3 km

## Hydrologie

### La Lanterne à Fleurey-lès-Faverney
Le débit moyen annuel de la Lanterne, calculé sur 50 ans à Fleurey-lès-Faverney (de 1964 à 2013), est de 21,80 m3/s pour une surface de bassin de 1 020 km2. La rivière présente des fluctuations saisonnières de débit, avec des crues hivernales de 32,4 à 37,3 m3/s de décembre à mars inclus, et des maigres d'été, en juillet-août-septembre, caractérisés par une baisse du débit moyen mensuel jusqu'à 6,86 m3/s au mois d'août.

### Étiage ou basses eaux
Aux étiages, le VCN3 peut chuter jusque 1,7 m3/s, en cas de période quinquennale sèche.

### Crues
D'autre part les crues peuvent être très importantes. En effet, Les QIX 2 et QIX 5 valent respectivement 140 et 190 m3/s. Le QIX 10 est de 220 m3/s, le QIX 20 de 250 m3/s et le QIX 50 de 290 m3/s.
À titre de comparaison, le QIX 10 de l'Eure à Cailly-sur-Eure, rivière à débit comparable de l'ouest du bassin de la Seine, vaut seulement 90 m3/s, tandis que son QIX 50 est de 120 m3/s. Ainsi la Lanterne dont de bassin versant est plus de quatre fois moins étendu que celui de l'Eure, présente des crues plus de deux fois plus abondantes.
Le débit instantané maximal enregistré a été de 286 m3/s le 30 décembre 2001, tandis que la valeur journalière maximale était de 240 m3/s le 26 mai 1983. En comparant ces valeurs avec l'échelle des QIX de la rivière, il ressort que les crues de décembre 2001 étaient d'ordre cinquantennal, et donc assez exceptionnelles.

### Lame d'eau et débit spécifique
La Lanterne est une rivière puissante et abondante. La lame d'eau écoulée dans son bassin versant est de 687 millimètres annuellement, ce qui est élevé et résulte d'une pluviosité très abondante sur la partie vosgienne de son bassin. Le débit spécifique (Qsp) se monte à un solide 21,7 litres par seconde et par kilomètre carré de bassin.
Soulignons enfin qu'en aval du confluent avec la Saône, 40 % du débit de cette dernière est dû à la Lanterne.

## Source
- Plaquette La Lanterne et ses affluents - Qualité des eaux superficielles - données 1993-94 de l'Observatoire Régional de l'Environnement de Franche-Comté